# Мария Барбара де Браганса
Мария Барбара де Браганса (4 декември 1711 – 27 август 1758), е португалска инфанта и кралица на Испания, съпруга на крал Фернандо VI.

## Биография
Родена е на 4 декември 1711 в Лисабон, Португалия, като инфанта Мария Мадалена Барабара Шавиер Леонор Тереза Антония Жозефа де Браганса (на португалски: Maria Madalena Bárbara Xavier Leonor Teresa Antónia Josefa de Bragança). Тя е най-голямото дете на крал Жуау V и Мария-Анна Австрийска. Младата инфанта получава солидно образование и е запалена музикантка, ученичка е на прочутия португалски компузитор Карлуш Сейшаш.
През 1729 г. 18-годишната Барбара се омъжва за две години по-младия от нея испански инфант и бъдещ крал Фернандо Испански. Въпреки че Барбара не се отличава с някаква красота, Фердинанд VI се привързва силно към нея, споделяйки страстта ѝ към музиката.
Измъчвана дълго от астма, която се усложнява от наднорменото ѝ тегло, Барбара де Браганса умира на 27 август 1758 г. в кралския дворец в Аранхуес.